# Marin Leovac
Marin Leovac, né le 7 août 1988 à Jajce, à l'époque en Yougoslavie, aujourd'hui en Bosnie-Herzégovine, est un footballeur autrichien et international croate, évoluant au poste de défenseur au NK Osijek.

## Biographie
Formé en Autriche, Marin Leovac rejoint le centre de formation de l'Austria Vienne en 2002. Il réalise ses premières apparitions avec l'équipe première en 2009. Après quatre ans et demi dans l'équipe première, il retourne dans son pays natal, avec le HNK Rijeka en 2014, pour une valeur de 250 000 euros. 
Après de bonnes performances, il est sélectionné pour la première fois avec la sélection nationale croate. Il joue son premier match en équipe nationale le 12 novembre 2014, en amical contre l'Argentine. En 2015, il rejoint le PAOK Salonique pour une durée de quatre ans.

## Palmarès
Il est champion d'Autriche en 2013 avec le FK Austria Vienne. Parti la saison suivante en Croatie sous les couleurs du HNK Rijeka, il remporte dès la première saison la coupe de Croatie puis la supercoupe de Croatie. 
 PAOK Salonique
- Coupe de Grèce : 
  - Vainqueur : 2017
- Championnat de Grèce : 
  - Vice-champion : 2017

 Dinamo Zagreb
- Championnat de Croatie (4) :
  - Champion : 2019, 2020, 2021 et 2022.
- Coupe de Croatie (1) :
  - Vainqueur : 2020
  - Finaliste : 2019